# Дементьев, Сергей Васильевич
Сергей Васильевич Дементьев (1 февраля 1960, Иваново — 25 декабря 2019, Ангарск, Иркутская область) — советский, украинский и российский футболист, нападающий, тренер. Мастер спорта СССР.

## Биография
На взрослом уровне начал выступать в 1977 году в клубе «Ангара» (Ангарск) во второй лиге. Вскоре стал основным игроком клуба и лидером его атак, на протяжении четырёх лет (1980—1983) забивал не менее 16 голов за сезон. В 1984 году перешёл в главную команду Иркутской области — «Звезду», где тоже провёл результативный сезон, отличившись 15 раз.
С 1985 года выступал за симферопольскую «Таврию», в которой также был одним из лидеров нападения, забив 44 гола за три сезона. В 1985 и 1987 годах становился победителем зонального турнира второй лиги и чемпионом Украинской ССР. В 1986 году в составе сборной Крыма участвовал в контрольном матче против сборной СССР (2:3). Полуфиналист Кубка СССР 1986/87, выходил на поле в полуфинальном матче против минского «Динамо». В начале сезона 1988 года после выхода «Таврии» в первую лигу на время покинул команду и стал выступать за «Чайку» (Севастополь), однако в середине 1989 года вернулся в «Таврию» и отыграл ещё около года в первой лиге. Включён в список 50 лучших игроков «Таврии» по версии портала football.ua под № 45.
В первой половине 1990-х годов играл за керченский «Океан»/«Войковец»/«Металлург» в низших лигах СССР и Украины. Также выступал на любительском уровне за крымские клубы «Сурож» (Судак) и «Чайка» (Охотниково). Некоторое время выступал в одной из низших лиг Польши за «Борута» (Згеж).
В 1994 году вернулся в Ангарск и ещё четыре сезона провёл за местную «Ангару» во втором дивизионе России. Осеннюю часть сезона 1996 года провёл в первом дивизионе в иркутской «Звезде». В сентябре 1997 года в рамках матча второго дивизиона между «Ангарой» и «Звездой» состоялись его символические проводы из большого футбола.
Всего за карьеру в первенствах СССР, Украины, Польши и России на уровне профессионалов (мастеров) сыграл более 540 матчей и забил 179 голов. В том числе в составе «Ангары» — 244 матча и 93 гола. Один из лучших бомбардиров «Ангары» за всю историю, наряду с Владимиром Покониным (91).
После окончания игровой карьеры некоторое время (1999—2001) работал директором СДЮСШОР «Ангара», затем — директором спортзала «Нефтехимик». Играл за любительскую команду АНХК в соревнованиях взрослых и ветеранов по футболу и мини-футболу, выходил на поле даже в возрасте 59 лет. Много лет работал главным тренером этой команды.
Погиб 25 декабря 2019 года — упал с высоты в спортзале.